# Bethel (Ohio)
Bethel – wieś w USA, w stanie Ohio, w hrabstwie Clermont.
Liczba mieszkańców w 2000 roku wynosiła 2 637.

## Miasta partnerskie
- Anadyr, Rosja